# Tennis Masters Cup 2006
Tennis Masters Cup 2006 — тенісний турнір, що проходив на кортах з твердим покриттям у місті Шанхай, КНР з 13 листопада . Був турніром серії Фінал ATP 2006 року.

## Фінальна частина

### Одиночний розряд
Роджер Федерер —  Джеймс Блейк 6–0, 6–3, 6–4

### Парний розряд
Йонас Бйоркман /  Максим Мирний —  Марк Ноулз (тенісист) /  Деніел Нестор 6–2, 6–4